# لهجة بيرغامو
لهجة برغاماسك هي النسخة الغربية من مجموعة اللهجات اللومباردية الشرقية ضمن اللغة اللومباردية. وهي تُستخدم بشكل رئيسي في إقليم بيرغامو والمناطق المحيطة بـكريما في وسط لومبارديا.
تتمتع لهجة برغاماسك بوضع رسمي في إقليم بيرغامو، وفقًا للقانون الإقليمي 25/2016.

## التصنيف
تُعد لهجة برغاماسك واحدة من اللغات الرومانسية وتنتمي إلى فرع اللغات الغالو-إيطاليكية. وتعتبر علاقتها الجينية أقرب إلى لغات مثل الأوكسيتانية، الكاتالانية، الفرنسية، وغيرها، أكثر من قربها إلى الإيطالية.

## التوزيع الجغرافي
تُستخدم لهجة برغاماسك بشكل أساسي في إقليم بيرغامو والمناطق المحيطة بـكريما في وسط لومبارديا.
تتسم لهجة برغاماسك بفهم متبادل مع متحدثي اللهجات اللومباردية الشرقية في المناطق المجاورة (مثل بريشا). لكن هذا التفاهم ليس دائمًا ممكنًا في المناطق الطرفية البعيدة، خاصةً في الوديان الجبلية. الفروقات تشمل الجوانب المعجمية والنحوية والصوتية. وغالبًا ما يُشار إلى لهجة برغاماسك كأنها لهجة من اللغة الإيطالية، لكن هذا غير صحيح؛ حيث إن لهجة برغاماسك والإيطالية ليستا قابلتين للتفاهم المتبادل.
نتيجة للهجرات في القرنين التاسع عشر والعشرين، انتقلت لهجة برغاماسك إلى مجتمعات عدة في جنوب البرازيل، مثل بلدية بوتوفيرا.

## المتحدثون
يكاد يكون المتحدثون بـاللغة الواحدة في لهجة برغاماسك غير موجودين حاليًا. فجميع المتحدثين باللهجات اللومباردية يتحدثون أيضًا الإيطالية، وتختلف درجة إتقانهم لكلتا اللغتين بناءً على الموقع الجغرافي وكذلك الوضع الاجتماعي والاقتصادي، ويُعد العمر أهم مؤشر في هذا الصدد.

## مثال لنص باللهجة البرغاماسكية
العربية-
أبانا الذي في السموات، ليتقدس اسمك. ليأت ملكوتك. لتكن مشيئتك كما في السماء كذلك على الأرض. أعطنا خبزنا كفاف يومنا، واغفر لنا ذنوبنا كما نغفر نحن أيضًا للمذنبين إلينا، ولا تدخلنا في تجربة، لكن نجنا من الشرير.
الإيطالية-
Padre nostro, che sei nei cieli, sia santificato il tuo nome, venga il tuo regno, sia fatta la tua volontà, come in cielo così in terra. Dacci oggi il nostro pane quotidiano, e rimetti a noi i nostri debiti come noi li rimettiamo ai nostri debitori, e non ci indurre in tentazione, ma liberaci dal male. Amen.
البرغاماسكية-
Pader nòst che te sé in cél a'l sìes santificàt ol tò nòm, a'l végne 'l tò régn, la sìes facia la tò olontà
cóme in cél, isé 'n tèra. Daga 'ncö ol nòst pà de töcc i dé e pàghega i nòscc débecc cóme nóter m' ghi paga ai nòscc debitùr faga mìa börlà in tentassiù, ma sàlvega del mal. Amen.

## وصلات خارجية
- * Orbilat - An interesting site more for western lombard, but the map of the distribution of the two main varieties is noteworthy.
- Italian/Bergamasque Dictionary - Carmelo Francia, Emanuele Gambarini - Ducato di piazza Pontida
- Ducato di piazza Pontida (folkloristical and linguistic association)
- Difficult phrases in Bergamasque (بالإيطالية)
- A collection of comedies in Bergamasque
- a Casiratese-Italian vocabulary[وصلة مكسورة], a dictionary for the Bergamasque variety of Casirate d'Adda village, in Italian.